# Liste von Kirchen in Bulgarien
Liste von bulgarischen Kirchen nach Konfession und Ort.
Diese Liste der Kirchengebäude in Bulgarien gibt einen Überblick über die in der deutschsprachigen Wikipedia vorhandenen beziehungsweise zu erstellenden Auflistungen von Kirchengebäuden in Bulgarien. Die Liste ist nach Konfession gegliedert, innerhalb dieser wurde nach Ort und dann nach Name sortiert.
Die Liste erhebt keinen Anspruch auf Vollständigkeit.

## Bulgarisch-orthodoxe Kirchen
Liste nach Margarita Koewa:

### A
- Geburtskirche Jesu - Arbanasi bei Weliko Tarnowo
- Sweti Atanasij - Arbanasi bei Weliko Tarnowo
- Sweti Georgi - Arbanasi bei Weliko Tarnowo
- Sweti Nikola - Arbanasi bei Weliko Tarnowo
- Mariä Himmelfahrt - Arbanasi bei Weliko Tarnowo
- Sweti Atanasij der Große - Arbanasi bei Weliko Tarnowo
- Mariä Himmelfahrt - Artschar bei Widin
- Sweti Georgi - Assenowgrad
- Sweti Georgi der Siegreiche - Assenowgrad
- Mariä Himmelfahrt - Assenowgrad
- Sweti Wasilij - Assenowgrad
- Sweta Petka Paraskewa - Asparuhowo bei Warna
- Sweta Nedelja - Arapowski Kloster

### B
- Sweti Iwan Rilski - Banja
- Dreiheiligenenkirche - Bansko
- Mariä Himmelfahrt - Bansko
- Hl. Nedelja die Märtyrerin - Batak
- Mariä Himmelfahrt - Batoschewski Kloster bei Sewliewo
- Mariä Himmelfahrt - Kloster Batschkowo
- Sweti Georgi der Siegreiche - Bebrowo bei Elena
- Mariä Himmelfahrt - Berkowiza
- Hl. Märtyrerin Nedelja - Bitolja
- Hl. Großmärtyrer Georgi der Siegreiche - Bjala bei Russe
- Sweti Dimitar - Boboschewo bei Dupniza
- Kirche von Bojana
- Geburt der Hl. Mutter Gottes - Brestniza bei Tetewen
- Hl. Großmärtyrer Dimitar, Burgas
- „Hl. Brüder Kiril und Methodius“ - Burgas
- Mariä Himmelfahrt, Burgas
- Hl. Nikolaus - Burgas

### C und D
- Sweti Dimitar (bulg. Свети Димитър) - Chissarja
- Uspenie Bogoroditschno (bulg. Успение Богородично) - Chissarja

- Dreiheiligen-Kirche - Dalgopol
- Sweti Georgi der Siegreiche - Debowo
- Hl. Konstantin und Elena - Dimowo
- Allheilige Gottesmutter - Dimitrovgrad
- Dreiheiligen-Kirche - Dobritsch
- Mariä Himmelfahrt - Dragalewtzi Kloster bei Sofia
- Hl. Prophet Ilija - Draganowo
- Hl. Erzengel Michael - Kloster Drjanowo
- Hl. Großmärtyrer Georgi - Dupniza

### E
- Mariä Himmelfahrt - Eleschki Kloster
- Geburt der Mutter Gottes - Elena
- Mariä Himmelfahrt - Elena
- Sweti Nikolai der Wundertäter - Kap Emine
- Sweti Dimitar - Etara bei Gabrowo

### G
- Iwan Rilski - Gabrowo
- Mariä Himmelfahrt - Gabrowo
- Dreiheiligen-Kirche - Gabrowo
- Sweti Georgi - Geganski Kloster
- St. Erzengel Michael  - Glawiniza
- Hl. Erzengel Michael - Goranowzi bei Kjustendil
- Dreiheiligen-Kirche - Goranowzi bei Kjustendil
- Sweti Nikola - Gorna Orjachowiza
- Sweti Dimitrij - Gorna Studena
- Sweti sweti Kirik i Julita - Gornowodenski Kloster
- Hl. Prophet Ilija - Gradec bei Kotel
- Hl. Prophet Ilija - Granica

### H, I und J
- Sweti Atanasij der Große - Harmanli
- Hl. Mutter Gottes - Chaskowo
- Hl. Erzengel Michael - Chaskowo
- Sweti Ioan Rilski - Hilendar Kloster, Athos Republik
- Sweti Dimitar - Hilendar Kloster, Athos Republik
- Felskirchen von Iwanowo
- Sweti Dimitar - Itschera bei Kotel
- Sweti Nikolai der Wundertäter - Jambol
- Sweti Georgi der Siegreiche - Jambol

### K
- Sweti Atanasij der Große - Kalofer
- Hl. Erzengel - Kalofer
- Mariä Himmelfahrt - Kalofer
- Sweti Nikolai der Wundertäter - Kapinowski Kloster
- Mariä Himmelfahrt - Karlowo
- Sweti Nikolai - Karlowo
- Sweti Georgi der Siegreiche - Kawarna
- Mariä Himmelfahrt - Kawarna
- Sweti Ioan der Täufer - Kazanlak
- Heilige Mutter Gottes - Kazanlak
- Prophet Ilija - Kazanluk
- Mariä Himmelfahrt - Kazanlak
- Geburt der Hl. Mutter Gottes - Kilifarewo Kloster
- Mariä Himmelfahrt - Kjustendil
- Hl. Großmärtyrerin Mina - Kjustendil
- Sweti Georgi - Kjustendil
- Hl. Brüder Kiril und Methodius - Konstantin
- Mariä Himmelfahrt - Kopriwstiza
- Sweti Nikolai der Wundertäter - Kopriwstiza
- Hl. Großmärtyrer Dimitar - Kormjansko
- Hl. Erzengel Michael - Kostenez
- Hl. Großmärtyrer Dimitrij - Kostenez
- Sweti Pantelejmon - Kostenez
- Sweti Spas - Kostenez
- Dreiheiligen-Kirche - Kotel
- Hl. Petar und Pawel - Kotel
- Sweta Petka - Kowatschewzi bei Samokow
- Sweta Petka - Kozitschino bei Burgas
- Sweti Nikola - Kumanowo
- Hl. Joan der Täufer - Kurilow Kloster
- Hl. Iwan Rilski - Kurilow Kloster
- Mariä Himmelfahrt - Kurlokowski Kloster bei Wraza

### L
- Hl. Erzengel Michael - Leschko
- Sweti Dimitar - Ljaskowez
- Hl. Großmärtyrer Dimitrij -  Lozarewo bei Burgas
- Dreiheiligen-Kirche Lozica
- Mariä Himmelfahrt - Lowetsch
- Sweta Nedelja - Lowetsch
- Sweti Georgi der Siegreiche - Lukowit

### M
- Hl. Großmärtyrer Dimitar - Maglij
- Hl. Märtyrerin Marina - Medwen
- Sweti Nikolai der Wundertäter - Melnik
- Sweti Dimitar - Mirkowo bei Pirdop
- Sweti Nikolai der Wundertäter - Museliewo

### N und O
- Christos Pantokrator - Nessebar
- Heilige Mutter Maria - Nessebar
- Hl. Gebrüder Kyrill und Method - Nessebar
- Sweti Spas - Nessebar
- Sweti Stefan - Nessebar
- Sweti Nikola - Nowo Selo bei Lowetsch
- Christi Himmelfahrt - Oman
- Mariä Himmelfahrt - Osenowlagski Kloster

### P
- Sweti Georgi[2] – Panagjurischte
- Christi Himmelfahrt - Pawelsko
- Mariä Himmelfahrt - Pasardschik
- Sweti Georgi – Pasardschik
- Sweti Dimitar - Periwol bei Tran
- Hl. Erzengel Michael - Perutschiza
- Sweta Petka - Petrowa Niwa
- Hl. Großmärtyrer Dimittij - Peschtera
- Hl. Heiliger Nikolaus von Myra - Peschtera-Kloster
- Hl. Prophet Ilija - Plakowsji Kloster
- Dreiheiligen-Kirche - Plewen
- Hl. Apostel Petrus und Paulis - Weliki Preslaw
- Sweti Nikolai der Wundertäter - Plewen
- Mariä Himmelfahrt - Plowdiw
- Hl. Großmärtyrer Dimitrij - Plowdiw
- Sweti Iwan Rilski - Plowdiw
- Hl. Brüder Kiril und Methodius - Plowdiw
- Kliment von Ohrid - Plowdiw
- Hl. Konstantin und Elena - Plowdiw
- Hl. Märtyrerin Nedelja - Plowdiw
- Hl. Großmärtyrerin Marina - Plowdiw
- Sweta Petka - Plowdiw
- Hl. Marina die Großmärtyrerin - Polikraitsche
- Geburt der Hl. Mutter Gottes - Polski Trambesch
- Geburt der Hl. Mutter Gottes - Pomorie
- Sweti Georgi – Pomorie
- Geburt der Hl. Mutter Gottes - Popowo
- Mariä Heimsuchung - Prilep
- Verkündigung des Herrn - Prilep

### R
- Sweti Nikola - Razpopowzi
- Sweti Evangelist Luka - Rila-Kloster
- Geburt der Mutter Gottes - Rila-Kloster
- Sweti Ioan Rilski - Rila-Kloster
- Hauptkirche Sweta Bogorodiza - Rila-Kloster
- Mariä Himmelfahrt - Kloster Roschen bei Melnik
- Sweta Petka Balgarska - Rupite, bei Petritsch
- Dreiheiligen Kirche - Russe
- Sweta Petka - Russe

### S
- Geburtskirche der Gottesmutter Maria - Samokow
- Mariä Himmelfahrt - Samokow
- Mariä Himmelfahrt - Schiroka Laka bei Smoljan
- Drei Aufklärer - Schumen
- Drei Heilige Kirche - Schumen
- Dreiheiligen-Kirche - Sewliewo
- Hl Prophet Ilija - Sewliewo
- Hl. Petar und Pawel - Silistra
- Sweti Dimitar - Slawejkowo bei Lowetsch
- Hl. Großmärtyrer Dimittij - Sliwen
- Sweta Sofia - Sliwen
- Sweta Bogorodiza - Smoljan
- Mariä Himmelfahrt - Smoljan
- Sweti Georgi der Siegreiche - Smoljan
- Sweta Nedelja - Smoljan
- Sweti Nikola - Smoljan
- Sweti Teodor Stratilat - Smoljan
- Sweti Wissarion Smolenski - Smoljan
- Alexander-Newski-Kathedrale – Sofia
- Hl. Brüder Kiril und Methodius - Sofia
- Sweti Georgi der Siegreiche - Sofia
- Dreiheiligen-Kirche - Sofia
- Sweti Ioan Rilski - Sofia
- Sweti Iwan Rilski - Sofia
- Hl. Kathedrale Sweta Nedelja (Sweti Kral) - Sofia
- Sweti Nikolai von Sofia - Sofia
- Hl. Märtyrerin Paraskewa - Sofia
- Sweta Petka Samardzijska - Sofia
- Sweta Sofia - Sofia
- Hl. Petar und Pawel - Sopot
- Sweta Bogorodiza - Sosopol
- Sweti Georgi der Siegreiche - Sosopol
- Sweti Dimitar der Fahnenträger - Stara Zagora
- Sweti Nikola -  Studena bei Sofia
- Sweti Kliment von Ohrid - St. Anastasia (Insel)
- Dreiheiligen-Kirche - Switschow
- Hl Prophet Ilija - Switschow
- Hl. Brüder Kiril und Methodius - Switshow
- Hl. Petar und Pawel - Switschow

### T
- Mariä Aufnahme in den Himmel – Targowischte
- Sweti Iwan Rilski – Targowischte
- Hl. Großmärtyrer Dimitar - Telisch
- Allerheiligen - Tetewen
- Hl. Prophet Ilija - Tetewen, Hl.-Ilija-Kloster
- Sweti Dimitar - Toschewo
- Sweta Petka Paraskewa - Tran
- Mariä Himmelfahrt - Trekjano bei Kjustendil
- Hl. Erzengel Michael und Gabriel - Trjawna
- Sweti Georgi der Siegreiche - Trjawna
- Mariä Himmelfahrt - Kloster Trojan
- Mariä Himmelfahrt - Tschepischki-Kloster
- Sweti Joan der Täufer - Tschiprowzi-Kloster

### U
- Mariä Aufnahme in den Himmel - Usundschowo

### W
- Hl. Großmärtyrein Warwara - Warwara bei Pasardschik
- Hl. Brüder Kiril und Methodius - Wraza
- Hl. Konstantin und Elena - Wraza
- Sweti Nikolai - Wraza
- Hl. Mutter Gottes - Warbiza
- Hl. Großmärtyrer Dimitrij - Warbiza bei Schumen
- Sweta Petka - Warna
- Mariä Himmelfahrt - Warna
- Hl. Großmärtyrer Georgi - Warschec
- Sweti Pantelejmon - Weles
- Heilige 40 Märtyrer - Weliko Tarnowo
- Sweti Dimitar - Weliko Tarnowo
- Sweti Georgi - Weliko Tarnowo
- Hl. Brüder Kiril und Methodius - Weliko Tarnowo
- Hl. Konstantin und Elena - Weliko Tarnowo
- Heilige Marina - Weliko Tarnowo
- Geburt der Hl. Mutter Gottes - Weliko Tarnowo
- Sweti Nikola - Weliko Tarnowo
- Sweti Nikolai - Weliko Tarnowo
- Petrus und Paulus - Weliko Tarnowo
- Sweti Spas - Weliko Tarnowo
- Hl. Großmärtyrer Dimitrij - Widin
- Dreiheiligenenkirche - Wranja
- Hl. Brüder Kiril und Methodius" Wraza
- Sweta Petka - Wukowo

### Z
- Mariä Himmelfahrt - Zarewo

## Armenisch-orthodoxe Kirchen
- Sweti Hadsch - Burgas

## Römisch-katholische Kirchen
Die folgende Aufstellung stammt von der Webseite der Bulgarisch-Katholische Kirche:
- Heiliger Franziskus von Assisi, Belozem, bei Plowdiw
- Heiliger Anton von Padua, Borez, bei Plowdiw
- Heilige Felix - Branipole, bei Plowdiw
- Mariä Himmelfahrt - Burgas
- Heilige Mutter Gottes - Burgas
- Heilige Tereza, Granitowo, bei Jambol
- Sweti Petar i Pawel, Chissarja, bei Plowdiw
- Heiligen Gebrüder Kiril und Methodius, Jambol
- Sweti Andrej - Kalojanowo, bei Plowdiw
- Sweti Josef - Kasanlak
- Dreiheiligenenkirche - Kuklen, bei Plowdiw
- Dreiheiligenenkirche - Malko Tarnowo
- Christi Himmelfahrt, Plowdiw
- Heiligen Geistkirche - Plowdiw
- Sweti Josef - Plowdiw
- Sweti Ludwig - Plowdiw
- Sweti Josef - Priwdino, bei Jambol
- Heilige Mutter Maria der Engel - Plowdiw
- Heiliger Pawel - Ruse
- Heilige Anna - Schumen
- Sweti Josef - Sofia
- Mariä Himmelfahrt - Sofia
- Heiliger Erzengel Michael - Warna
- Sweti Dimitar - Widin